# Давід Енгель (тенісист)
Давід Енгель (швед. David Engel; нар. 17 жовтня 1967) — колишній шведський тенісист.
Найвищу одиночну позицію світового рейтингу — 114 місце досяг 5 листопада 1990, парну — 107 місце — 15 липня 1991 року.
Здобув 1 парний титул.
Найвищим досягненням на турнірах Великого шолома було 2 коло в одиночному та парному розрядах.

## Фінали турнірів ATP за кар'єру

### Парний розряд: 1 (1–0)
| Результат | W-L | Дата     | Турнір            | Покриття | Партнер       | Суперники              | Рахунок  |
| --------- | --- | -------- | ----------------- | -------- | ------------- | ---------------------- | -------- |
| Перемога  | 1–0 | Вер 1990 | Женева, Швейцарія | Ґрунт    | Пабло Альбано | Девід Льюїс Ніл Борвік | 6–3, 7–6 |

## Титули на челленджерах

### Одиночний розряд: (2)
| Ранг | Рік  | Турнір               | Покриття | Суперник         | Рахунок       |
| ---- | ---- | -------------------- | -------- | ---------------- | ------------- |
| 1.   | 1989 | Гельсінкі, Фінляндія | Килим    | Велі Палохеймо   | 4–6, 7–6, 6–1 |
| 2.   | 1993 | Гонконг              | Тверде   | Олівер Фернандес | 6–1, 1–0 ret  |

### Парний розряд: (5)
| Ранг | Рік  | Турнір             | Покриття | Партнер          | Суперники                          | Рахунок       |
| ---- | ---- | ------------------ | -------- | ---------------- | ---------------------------------- | ------------- |
| 1.   | 1987 | Тампере, Фінляндія | Ґрунт    | Дес Тайсон       | Крістер Аллгард Джордж Каловелоніс | 6–3, 3–6, 6–3 |
| 2.   | 1989 | Пескара, Італія    | Ґрунт    | Фредрік Нільссон | Ніклас Культі Магнус Ларссон       | 6–2, 4–6, 7–6 |
| 3.   | 1991 | Зальцбург, Австрія | Ґрунт    | Йохан Карлссон   | Брюс Дерлін Мартін Сіннер          | 7–6, 6–2      |
| 4.   | 1993 | Тампере, Фінляндія | Ґрунт    | Ніклас Утґрен    | Саша Хіршзон Крістіан Рууд         | 6–4, 7–5      |
| 5.   | 1994 | Аахен, Німеччина   | Килим    | Ула Крістіанссон | Вейн Артурс Брент Ларкем           | 6–4, 6–4      |